# Koropets
Koropets (en ukrainien : Коропець ; en russe : Коропец ; en polonais : Koropiec) est une commune urbaine de l'oblast de Ternopil, en Ukraine. Sa population s'élevait à 3 304 habitants en 2017.

## Géographie
Koropets est située au point de confluence de la rivière Koropets avec le Dniestr, à 74 km au sud-ouest de Ternopil.

## Histoire
La première trace écrite de la ville remonte à l'année 1421. En 1453 Koropets obtient des privilèges urbains. Elle est détruite par les Tatars en 1607 et 1672. Dans un document de 1664, Koropets est décrit comme un village. À partir de la domination autrichienne, en 1772, Koropets fait partie du comté de Stanyslaviv, puis, à partir de 1867 à celui de Boutchatch. Pendant la Première Guerre mondiale, le village est près de la ligne de front. Après la guerre, en 1920, Koropets passe sous la souveraineté de la Pologne. Après le Pacte germano-soviétique, la ville devient soviétique à la fin de 1939 et un centre administratif de raïon en juin 1940. Pendant la Seconde Guerre mondiale, Koropets subit l'occupation de l'Allemagne nazie du 8 juillet 1941 au 22 juillet 1944. De graves inondations se produisirent en 1941, 1957, 1969 et 2008.
Koropets reçut le statut de commune urbaine en 1984. Les nouvelles armoiries et le gonfalon de Koropets furent adoptés en 1999. Les armoiries comportent une carpe qui symbolise le nom de la ville (en ukrainien : короп, korop, veut dire « carpe »), tandis que la croix et le croissant rappellent le rôle défensif joué par la ville dans l'histoire. Le gonfalon comporte deux bandes bleues, qui représentent les deux cours d'eau qui arrosent Koropets, et deux carpes.

## Population
Recensements (*) ou estimations de la population :
| 1989* | 2001* | 2012  | 2013  |
| ----- | ----- | ----- | ----- |
| 3 779 | 3 761 | 3 476 | 3 474 |

| 2014  | 2015  | 2016  | 2017  |
| ----- | ----- | ----- | ----- |
| 3 429 | 3 396 | 3 366 | 3 304 |